# قائمة مهرجانات فاس
لم يكن اختيار مدينة «فاس» عاصمة للثقافة الإسلامية، عشوائيًا؛ فهي مدينة تعيش تحركًا ثقافيًا متميزًا على مدار السنة يتجسد في مهرجانات واحتفالات دينية وأنشطة مختلفة ومتنوعة تتلون بشتى ألوان الإبداع.
تقام في مدينة فاس المغربية العديد من المهرجانات والأنشطة الثقافية منها:
- مهرجان ربيع فاس هو ملتقى ثقافي، تُنظمه وزارة الثقافة المغربية بمدينة فاس.
- مهرجان فاس لطرب الملحون هو ملتقى ثقافي، تُنظمه وزارة الثقافة المغربية.
- موسم مولاي إدريس الثاني هو ملتقى ثقافي، تُنظمه وزارة الثقافة المغربية.
- موسم سيدي علي بوغالب هو ملتقى ثقافي مغربي بمدينة فاس، تُنظمه وزارة الثقافة المغربية.
- موسم سيدي أحمد التيجاني هو ملتقى ثقافي ديني لأتباع الزاوية التيجانية في كل العالم بمدينة فاس، تُنظمه وزارة الثقافة المغربية...
- سباق فاس الدولي على الطريق هي تضاهرة رياضية تحتضنها مدينة فاس كل سنة.
- المهرجان الوطني لفن المبدع والسماع هو مهردان ثقافي تُنظمه وزارة الثقافة المغربية...
- مهرجان الموسيقى الروحية (يونيو)